# Arabuko Sokoke nationalpark

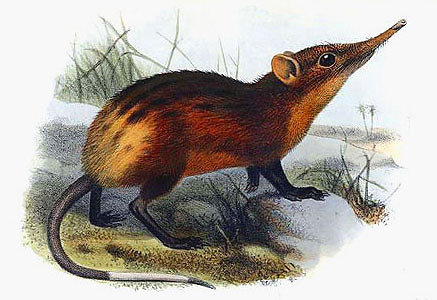
Rhynchocyon chrysopygus, en springnäbbmus som är en av flera djurarter som bara finns i Arabuko Sokoke skogsreservat.

Arabuko Sokoke nationalpark är en nationalpark i östra Kenya. Den utgör en mindre del (bara 6 km²) av Arabuko Sokoke skogsreservat, inrättat 1932. Hela skogsområdet är 420 km². Nationalparken sköts av Kenya Wildlife Service, KWS och skogsreservatet av KWS tillsammans med skogsdepartementet.
Arabuko Sokoke nationalpark ligger strax innanför kusten, mellan Kilifi och Malindi, drygt tio mil nor om Mombasa. Den skyddar ett av få kvarvarande fragment av den tropiska skog som en gång täckte hela den östafrikanska kusten.
Årsmedelnederbörden i nationalparken ligger mellan 900 i väster och 1100 millimeter i öster. I skogen finns flera endemiska fågel- och fjärilsarter.
I Arabuko Sokoke har naturvårdande intressen stått i konflikt med lokala intressen, då det är brist på land i området.